# Daniel Camus
Daniel Camus (Auvelais, 21 oktober 1971) is een voormalig Belgisch voetballer. Hij sloot z'n carrière in januari 2007 af.

## Jeugdclubs
- 1979-1987: US Falisolle
- 1987-1991: RWDM

## Profcarrière
- 1991-1996: RWDM
- 1997-1999: KAA Gent
- 1999-nov.2001: KV Mechelen
- dec.2001-2002: Sporting Charleroi
- 2002-jan.2003: Waldhof Mannheim (Duitsland)
- jan.2003-jan.2005: La Louvière
- jan.2005-2005: KSK Ronse
- 2005-2006: KV Mechelen
- 2006-jan.2007: RJS Heppignies-Lambusart-Fleurus

## Mislukte transfer
In 2003 was Camus bijna van Standard Luik, maar door hevig protest van de supporters sprong de transfer af.